# Covelo
|  | Aquest article tracta sobre el municipi gallec. Si cerqueu el porter de futbol, vegeu «José Antonio García Alonso». |

Covelo és un municipi de la província de Pontevedra a Galícia. Pertany a la Comarca da Paradanta. Limita amb els municipis d'Avión i Melón (a la província d'Ourense), A Cañiza, Mondariz i Fornelos de Montes.
| 6.881 | 6.112 | 6.694 | 6.374 | 3.730 |
| Fonts: INE i IGE (Els criteris de registre censal variaren i les dades de l'INE i de l'IGE poden no coincidir.) |       |       |       |       |

## Parròquies
Barcia de Mera (San Martiño), Campo (Santa María), 	Casteláns (Santo Estevo), Covelo (Santa Mariña), Fofe (San Miguel), Godóns (Santa María), A Graña (San Bernabeu), A Lamosa (San Bartolomeu), Maceira (San Salvador), Paraños (Santa María), O Piñeiro (San Xoán), Prado (San Salvador), Prado de Canda (Santiago) i Santiago de Covelo (Santiago)